# 1076 (szám)
Az 1076 (római számmal: MLXXVI) az 1075 és 1077 között található természetes szám.

## A szám a matematikában
A tízes számrendszerbeli 1076-os a kettes számrendszerben 10000110100, a nyolcas számrendszerben 2064, a tizenhatos számrendszerben 434 alakban írható fel.
Az 1076 páros szám, összetett szám. Kanonikus alakja 22 · 2691, normálalakban az 1,076 · 103 szorzattal írható fel. Hat osztója van a természetes számok halmazán, ezek növekvő sorrendben: 1, 2, 4, 269, 538 és 1076.
Az 1076 egyetlen szám valódiosztó-összegeként áll elő, ez a 940.

## Csillagászat
- 1076 Viola kisbolygó